# بوكارا 58
بوكارا 58 - (بالإسبانية: FMA IA 58 Pucará) هي طائرة هجوم أرضي ومكافحة التمرد أرجنتينية تصنعها شركة Fábrica Militar de Aviones، وهي طائرة أحادية السطح ذات محركين توربينيين منخفضي الأجنحة، مصنوعة بالكامل من المعدن، مع عجلات هبوط قابلة للسحب، وقادرة على العمل من ممرات غير جاهزة عند الحاجة التشغيلية. وقد شاركت في الحرب خلال حرب فوكلاند والحرب الأهلية في سريلانكا.

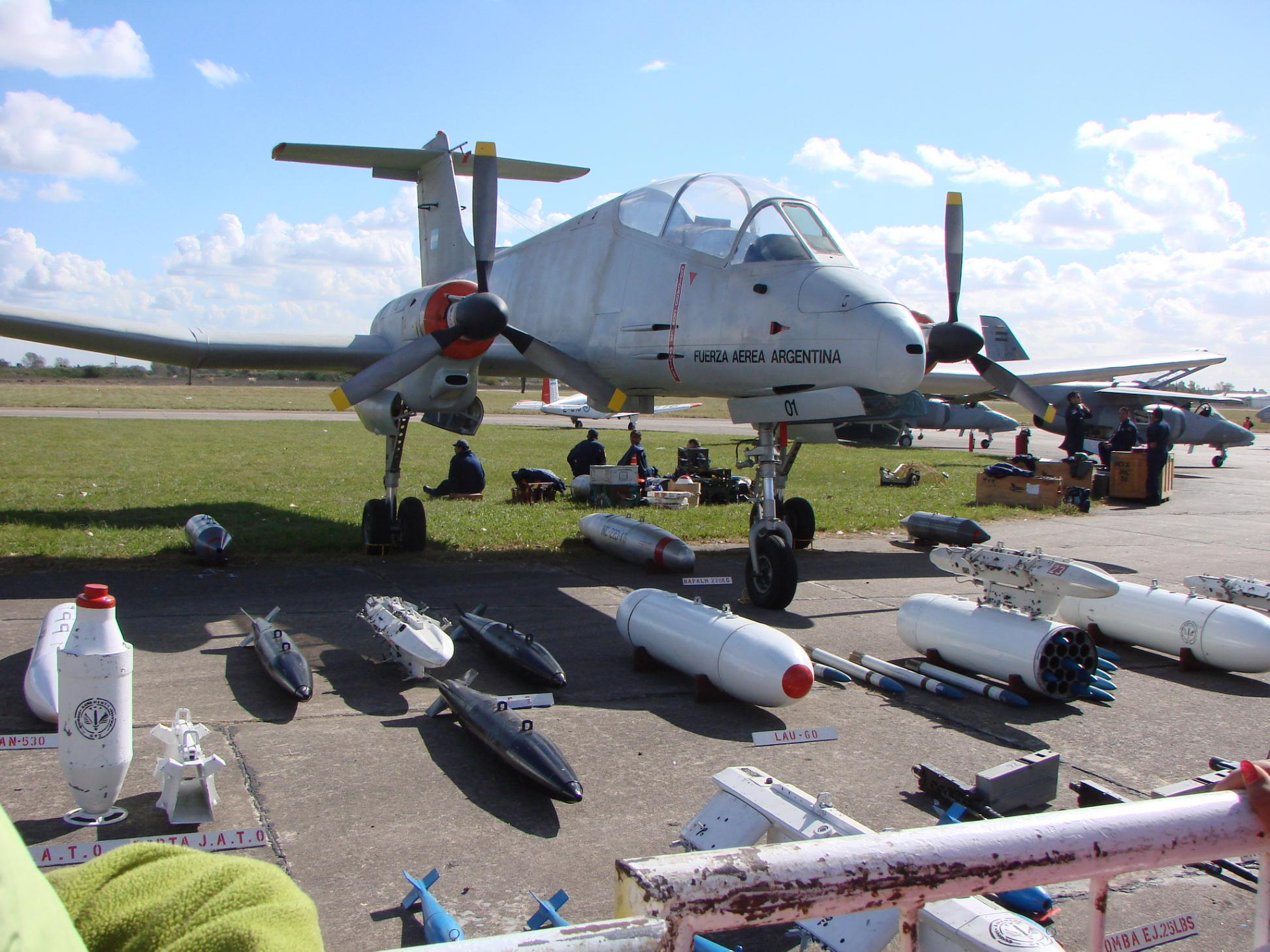
بوكارا IA 58 مع أسلحة متنوعة.

## المستخدمون

### المستخدمون الحاليون
الأرجنتين

### المستخدمون السابقون

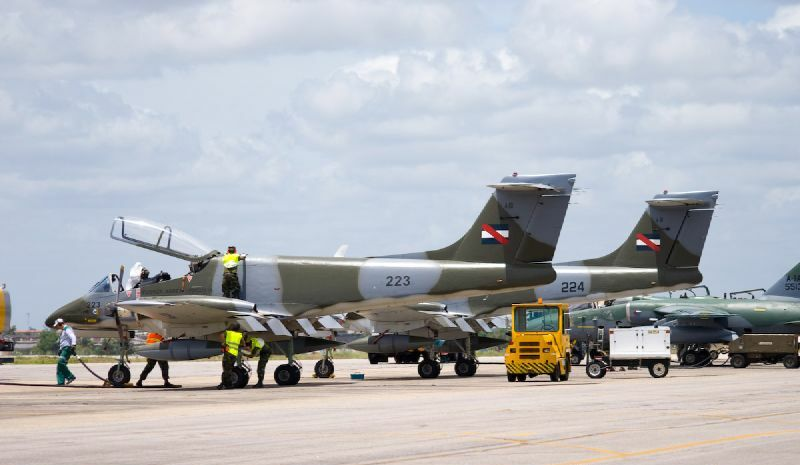
بوكارا تابعة للقوات الجوية الأوروغوايانية.

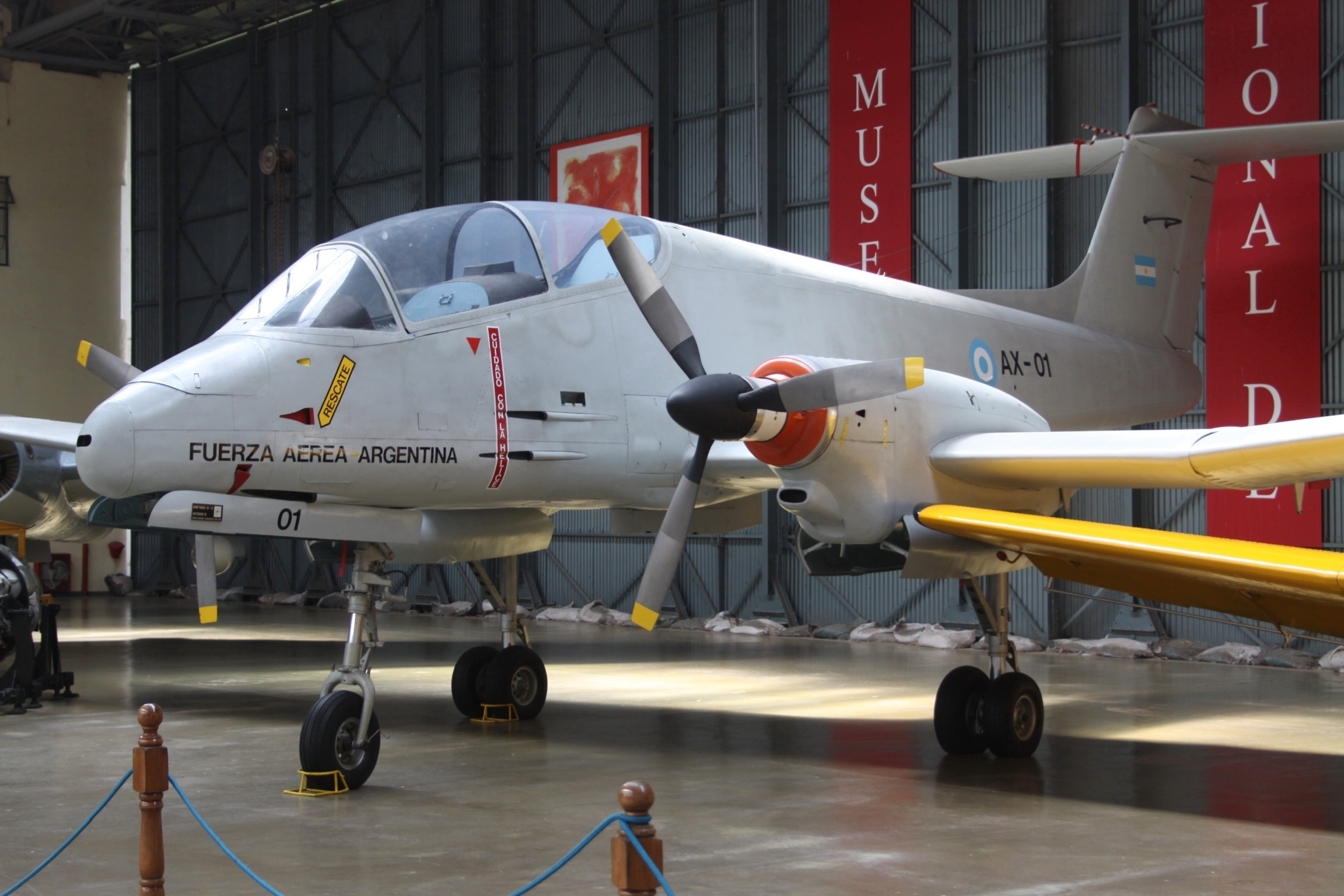
النموذج الأولي لبوكارا.

كولومبيا
 سريلانكا
 المملكة المتحدة
 الأوروغواي
1. 1 2  مذكور في: Jane's World Aircraft Recognition Handbook, Fourth Edition. الصفحة: 301. الناشر: خدمات جاينز المعلوماتية. لغة العمل أو لغة الاسم: الإنجليزية. تاريخ النشر: 1989. المُؤَلِّف: ديريك وود.